# 罗梅尔·摩拉里斯
罗梅尔·摩拉里斯（英語：Romel Oswaldo Morales Ramírez，1997年8月23日—），是一名出于哥伦比亚的马来西亚归化职业足球运动员，现效力于马来西亚足球超级联赛的柔佛DT足球俱乐部，司职前锋。

## 俱乐部生涯
罗梅尔·摩拉里斯出生于哥伦比亚比亚维森西奥，他14岁时与艾達·艾華利斯·巴蘭達加入河床。

### 班菲尔德
2014年，罗梅尔·摩拉里斯离开河床加入班菲尔德。2016年3月20日，班菲尔德1–1河床的比赛中，罗梅尔·摩拉里斯完成职业生涯首秀。

### 雪兰莪II
罗梅尔·摩拉里斯离开阿根廷，并选择前往马来西亚继续职业生涯，加盟雪兰莪II。2018年2月3日，罗梅尔·摩拉里斯在雪兰莪II2–2战平登嘉楼II中的比赛完成首秀。

### 马六甲联
2019年11月12日，罗梅尔·摩拉里斯转会至马来西亚超级足球联赛马六甲联。

### 吉隆坡市
2021年1月，罗梅尔·摩拉里斯转会至吉隆坡市，他在2021年帮助吉隆坡市赢得马来西亚杯冠军。

## 国際賽生涯
在居留五年后，摩拉里斯于2023年12月19日加入马来西亚国籍。在2023年卡塔尔亚洲杯小组赛对阵约旦的比赛中，他完成了自己的正式首秀。2024年1月25日，在 3-3 战平韩国队的比赛中，他在补时第 90+14 分钟打入扳平比分的进球，这也是他为马来西亚队打入的首粒进球。

## 荣誉

### 俱乐部
吉隆坡市
- 马来西亚杯冠军：2021